# ユリエ・キルピネン
ユリエ・ヘンリキ・キルピネン（芬: Yrjö Henrik Kilpinen、1892年2月4日 - 1959年3月2日）は、フィンランドの作曲家である。フィンランドのフーゴ・ヴォルフと称されているほど多くのすばらしい歌曲を残した。

## 生涯
ヘルシンキに生まれた。1907年からヘルシンキ音楽大学（現在のシベリウス音楽院）で、1910年からウィーンで、1913年から1914年までベルリンで学んだ。
キルピネンは790を超える歌曲、6曲のピアノソナタ、1曲のヴァイオリンソナタおよびチェロソナタを作曲した。彼は歌曲の分野において20世紀最大の作曲家の一人と目されており、またジャン・シベリウス以後の1930年代から1940年代において最も有名なフィンランド人作曲家であった。
ドイツの国家社会主義の指導者との親交があったため、キルピネンは戦後ペルソナ・ノン・グラータとみなされるようになった。
1999年4月には、北米キルピネン協会が設立されている。

## 主な作品
- 愛の歌IOp.60
- 愛の歌IIOp.61
- 死の歌 Op.62
- 吟遊詩人の歌 Op.77